# Papyrus Cairo Maspero I 67002
Der Papyrus Cairo Maspero I 67002, in Fachabkürzung P. Cair. Masp. I 67002, befindet sich heute im Ägyptischen Museum in Kairo unter der Museumsnummer JdE 40746 und wurde 1905 in Kom Ischqau, dem antiken Aphrodito, im Archiv des Dioskoros von Aphrodito gefunden. Der Text wurde von Jean Maspero publiziert. Auf dem Papyrus findet sich eine von Dioskoros verfasste Petition an Athanasios, den Dux (Militärgouverneur) der Thebais. Der in Griechisch verfasste Text datiert wahrscheinlich in das Jahr 567. Der Papyrus ist 2,33 m lang und 30,5 cm hoch. Das Dokument gilt als eines der wichtigsten Beispiele für eine Petition dieser Zeit und ist von besonderer Wichtigkeit für die frühbyzantinische Sozial- und Rechtsgeschichte.

## Inhalt
In Kolumne I berichtet der Text, dass ein gewisser Menas sich Land von Dioskoros angeeignet und eigenen Leuten und Hirten zur Bewirtschaftung übergeben hat. Diese bewirtschafteten es nun steuerfrei, während Dioskoros, der der rechtmäßige Eigentümer des Landes war, weiterhin dafür besteuert werden solle. In Kolumne II wird von namentlich nicht genannten Leuten aus Aphrodito berichtet. Sie berichten, dass sie, während sie auf dem Markt im Dorf Thynis waren, von Männern des Großgrundbesitzers Serenus überfallen und ins Gefängnis geworfen wurden. Sie wurden in das Gefängnis der Provinzhauptstadt Antinoe gebracht, wo sie sechs Monate verbrachten und von Leuten des Menas misshandelt wurden. Der Dux Athanasios ordnete ihre Freilassung an, doch geschah nichts und sie wurden stattdessen in ein Gefängnis in dem nahe dem Heimatort liegenden Antaiopolis gebracht, wo sie vier Monate verblieben. Man verlangte für ihre Freilassung 117 Solidi. In dieser Zeit wurden ihre besten Tiere konfisziert. Ein Teil von ihnen nahm sich Serenus. Als sie schließlich freikamen, hatte sie kaum noch eigene Tiere. Die wenigen überlebenden Tiere waren krank und abgemagert. Die Schikanen der Großgrundbesitzer setzten sich aber weiter fort und sie verlangten noch mehr Geld. Die Bauern berichteten, dass Häuser im Dorf niedergebrannt wurden, Geld, Tiere und Weizen gestohlen wurden. Die Kolumne III berichtet von weiteren Taten der Großgrundbesitzer gegen die Dorfbewohner. Häuser wurden niedergebrannt sowie Jungfrauen und Nonnen geschändet.